# Gonanticlea subfalcata
Gonanticlea subfalcata är en fjärilsart som beskrevs av Alfred Ernest Wileman 1914. Gonanticlea subfalcata ingår i släktet Gonanticlea och familjen mätare. Inga underarter finns listade i Catalogue of Life.